# Daradacella pustulata
Daradacella pustulata är en insektsart som beskrevs av Ronald Gordon Fennah 1949. Daradacella pustulata ingår i släktet Daradacella och familjen Tropiduchidae. Inga underarter finns listade i Catalogue of Life.